# LMBT-jogok Olaszországban
Leszbikus, meleg, biszexuális és transznemű (LMBT) emberek jogai Olaszországban 1890-es legalizálás óta jelentősen javultak, habár az LMBT emberek a mai napig tapasztalnak előítéleteket és nehézségeket. Egy 2021-es jelentés szerint, Nyugat-Európában Olaszországban az egyik legrosszabb az LMBT emberek jogi helyzete, hiszen nem engedélyezett az azonos nemű párok házassága, nincsen diszkriminációellenes törvény illetve nem lehetnek örökbefogadó szülők.
Mind a férfi mind a női homoszexualitás és szexuális érintkezés legális 1890 óta az országban. 2016. májusa óta nyílt meg a bejegyzett élettársi kapcsolat intézménye azonos nemű pároknak az országban.
Transznemű emberek 1982 óta válthatnak legálisan nemet az országban.

## Történelem

### Olasz egységállam alapítása
1861-ban az egységes olasz állam létrejöttével, számos egykori városállam, hercegség eltörölte korábbi büntetőtörvénykönyvét, eltörölték a felnőttek közti, beleegyezésen alapuló homoszexuális érintkezés büntethetőségét is, a Napoleóni törvénykönyv értelmében. Ám ekkoriban, még a Szárd Királyság idejében, 1859-ben II. Viktor Emánuel király által életbe léptetett törvényt, a férfiak közti homoszexualitás büntethetőségéről (női homoszexualitás nem volt büntetendő) nem törölték el. Az egységesítéssel az egykori Szárd Királyság törvényeit kiterjesztették az új, egységállam teljes területére.  A homoszexualitás és a vérfertőzés büntethetőségét azonban nem alkalmazták az egykori Két Szicília Királysága területén, mert úgy vélték, hogy a homoszexualitás "olyan tulajdonság, ami a déli emberek között általánosan jellemző".  Ennek következtében előállt az a bizarr helyzet, hogy amíg Torinóban, Cagliariban vagy Milánóban büntették a homoszexualitást, addig Nápolyban, Bariban vagy Palermóban nem.

### Zandarelli-törvény
A furcsa helyzetre a Zandarelli-törvény hozott változást, amit 1889-ben szavaztak meg. Ebben már eltörölték a homoszexualitás büntethetőségét az egész országban. 1890 óta pedig legálissá vált a homoszexualitás.

### Rocco-törvény és a fasizmus
Mussolini idején ismét megnehezült a homoszexuálisok helyzete. Az 1930-ban életbe léptetett Rocco-törvény néven ismert büntetőtörvénykönyv, eleinte tartalmazta a büntethetőséget. Ám ezt a módosító részt sosem léptették életbe. Mindezek ellenére a fasiszta hatóság a férfi homoszexualitást különböző adminisztratív eszközökkel büntette: zaklatással, fogdába zárással. Illetve Tremiti-szigeteken munkatábort tartottak fenn melegeknek. A nehézségek az Olasz Szociális Köztársaság területén is folytatódtak.

### Második világháború után
A homoszexuálisok helyzete az 1950-es és 1960-as években továbbra sem változott. Egyrészt a kormányzó Kereszténydemokrata Párt minden ezzel kapcsolatos kérdést lesöpört az asztalról emellett ekkoriban a szexológusok között uralkodó nézet volt, hogy a homoszexualitás betegség volt, amit "gyógyítani" kell.
Voltak kísérletek az újrabünethetőségért, 1960-ban Clemente Manco, a neofasiszta Olasz Szociális Mozgalom képviselője benyújtott egy törvényjavaslatot, amitől 6 hónaptól 2 évnyi börtönre ítélték volna azt akit homoszexuális nemi érintkezésen értek tetten. 1961-ben Bruno Romano, Olasz Szociáldemokrata Párt képviselője, törvényjavaslatában 10 évre, súlyosabb esetben 20 éves börtönre ítélte volna az akit tetten értek volna.
1964-ben egy olyan törvény léptettek életbe, aminek keretében sorkatonai szolgálatra kizáróok volt a homoszexualitás: egy szinten kezelték a személyiségzavaros, mentálisan beteg emberekkel.
A kor nagy botrányai voltak a "zöld balettosok botránya" és a "Braibanti-ügy". Előbbi esetben egy bresciai házba szerveztek találkozókat meleg férfiaknak, amiből később rendőrségi nyomozás lett férfi prostitúció gyanújával. a "Braibanti-ügyben" azzal vádolták meg Aldo Braibanti kommunista szellemiségű filozófust szeretőjének szülei, hogy mentálisan manipulálta és "homoszexuálissá tette" fiukat, ami miatt feljelentették.
1967-ben a Radikális Párt tüntetést tartott Rómában a Porta Pia előtt "antiklerikális nap" címen, ahol az egyház túlzott befolyása és a szexualitáshoz való prűd hozzáállás miatt tüntettek.

### 1969 óta
1971-ben megalapították a Fuori! melegjogi szervezetet. 1976-ban a Radikális Párt jelöltjei közt – Olaszország történelmében először – nyíltan meleg politikus is volt. Az 1980-as években az Olasz Kommunista Párt felkarolt az LMBT-ügyeket. Ebben az évben megalapult az Arcigay szervezet, amely ma Olaszország legnagyobb melegjogi szervezete. A  szervezet székhelye Bologna lett. Ekkoriban a legfontosabb volt az AIDS elleni harc valamint az óvszer használatról szóló felvilágosító kampányok.
1982-ben a világon harmadik országként Olaszországban is engedélyezték a nemátalakító műtéteket transznemű embereknek.  Már 1986-ban vitára került egy törvénytervezet a bejegyzett élettársi kapcsolatról, amely csak 2016-ban lépett életbe.

## Bejegyzett élettársi kapcsolat

### Cirinná-törvény
Olaszországban 2016-ban lépett életbe a "Cirinná-törvény", amivel elérhető vált azonos nemű párok számára a bejegyzett élettársi kapcsolat intézménye.
Már 1988-ban Agata Alma Cappiello, olasz szocialista politikus nyújtott be először törvénytervezetet a kérdésben. 1993-ben Graziano Cioni PDS-es politikus, 1994-ben Nichi Vendola nyújtott be törvénytervezetet a kérdésben.
A kérdést 2014-ben Monica Cirinná Demokrata párti szenátor vetette fel, 2015-ig háromszor módosította a kérdést. 2015-ben a strasbourgi bíróság elmarasztalta Olaszországot, amiért nem rendezte még mindig a kérdést. 2016. februárjában a Szenátusban is megszavazták a törvényt.
2022-ben Alessandra Maiorino, 5 Csillag Mozgalom szenátora törvénytervezetet nyújtott be az azonos nemű párok házasságáról, ami a parlament feloszlatása miatt nem került vitára.

### Külföldön kötött házasságok elismerése
2014-ben a toszkánai Grosseto önkormányzata egy olyan rendeletet hozott, hogy a külföldön kötött azonos nemű házasságokat önkormányzati hatáskörben be kell regisztrálni és el kell ismerni. A rendeletet a Firenzei Fellebbviteli Bíróság elutasította. Grosetto példáját azonban követte Bologna, Nápoly, Fano, Empoli, Pordenone, Udine, Trieszt, Firenze, Piombino, Milánó, Róma és Livorno.
2017-ben az Olasz Alkotmánybíróság olyan határozatot hozott, mely szerint el kell ismernie az olasz hatóságoknak egy leszbikus pár Franciaországban köttetett házasságát. Ugyanebben az évben az Emberi Jogok Európai Bírósága állásfoglalása szerint Olaszország azon gyakorlata, hogy a külföldön kötött azonos nemű házasságokat nem ismeri el, megsérti a párok családi és magánélethez kapcsolódó jogait. Hat pár ment perre, hogy elismerjék a házasságukat. Ám az olasz hatóságok elutasították ezt, egy 2001-es belügyminisztériumi rendelet alapján, mi szerint az azonos nemű házasság "ellentétes a közrenddel".

## LMBT kampányok, közélet
Az első melegfelvonulást 1972-ben tartották meg Sanremóban, ami tiltakozó tüntetés volt, a Fuori! szervezésében. 1975-ben a Fuori! Rómában is szervezett tüntetést, 1976-ban Velencében tüntettek tiltakozván Szergej Ioszifovics Paradzsanov szovjet filmrendező letartóztatása miatt.
1979-ben Pisában szerveztek felvonulással egybekötött tüntetést, miután Livornóban megöltek egy meleg férfit, szexuális irányultsága miatt illetve a korban tapasztalható gyakori melegek ellen elkövetett erőszak miatt.  Ez volt az első melegfelvonulás az ország történelmében, amit rendőrség engedélyezett és a városvezetés támogatott.
1980-ben LMBT jogok szempontjából országosan is jelentős lépés volt, hogy Palermóban megalakult az Arcigay szervezet, amely mind a mai napig a legjelentősebb LMBT civilszervezet az országban. 1992-ben az Arcigay keretén belül megalakult Szardínia melegjogi szervezete a MOS (Movimento Omosessuale Sardo – Szárd Homoszexuális Mozgalom), amely 1996-ban kilépett az Arcigayből és önálló lett.
1994-ben rendezték meg az első, nagyobb melegfelvonulást Rómában, Roma Pride néven, aminek Vladimir Luxuria volt a házigazdája. 1995-ben Veronában és Bolognában is tartottak felvonulást. 1996-ban Nápolyban is tartottak Prideot, ami Dél-Olaszország első melegfelvonulása volt.
2000-ben Róma adott otthont a Wolrdpride-nak, amin mintegy félmillió résztvevő volt. 2003-ban Bariban, 2008-ban Padovában, 2010-ben Szicíliában először rendeztek melegfelvonulást, ezen belül is Palermóban, 2012-ben Cagliariban is megrendezésre került, Szardínián először.
2014 óta Onda Pride (Pride Hullám) kezdeményezés keretében nyári Pride-sorozatot tartanak Olaszországban: szinte minden régió székhelyén tartanak felvonulást.  Az első Onda Pride rendszerben 13 városban volt felvonulás: Alghero, Bologna, Catania, Lecce, Milánó, Nápoly, Palermo, Perugia, Torino, Velence és Róma adott otthont Pridenak. 2015-ben Benevento, Pavia, Verona, Róma, Milánó, Bologna, Torino, Palermo, Cagliari, Perugia, Foggia, Genova, Catania, Nápoly és Reggio Calabria adott otthont Pride eseménynek. 2017-ben 20 városban tartottak felvonulást. 2019-ben 41 város adott otthont a rendezvénysorozatnak.
2020-ban a koronavírus pandémia miatt elmaradt az összes Pride rendezvény. 2021-ben Bergamo, Genova, Lecco, Milánó, Róma, Pescara, Martina Franca, Ancona, Perugia, Arezzo, Firenze, Livorno, Pisa, Pistoia, Siena , Como, Alba, Nápoly, Bologna, Verona, Padova, Sassari, Cagliari, Grottaglie, Taranto, Mantova, Brindisi, Catania, Siracusa, Rieti, Palermo és Torinó városokban tartottak melegfelvonulást.

### LMBT politikusok
- Vladimir Luxuria, transznemű politikus, egyben az Európai Parlament első transznemű politikusa.
- Nichi Vendola, Arcigay egyik alapítója, Puglia régió kormányzója 2005-2015, egykori kommunista, reformkommunista politikus, most a Baloldal, Ökológia és Szabadság politikusa.
- Rosario Crocetta, nyíltan meleg, egykori kommunista politikus. Szicília kormányzója 2012-2017 között. Demokrata Párt tagja.
- Paola Concia, Demokrata Párt tagja, egykori képviselő
- Daniele Capezzone, Szabadság Népe szóvivője
- Franco Grillini, Baloldali Demokraták egykori képviselője
- Marco Pannella, Olasz Radikális Párt egykori elnöke, egykori európaparlamenti képviselő.
- Alfonso Pecoraro Scanio, zöldpárti politikus, Második Prodi-kormány környezetvédelmi minisztere, vállaltan biszexuális.[19]
- Elly Schlein svájci születésű, amerikai állampolgárságú olasz politikus, 2023 februárjától a Demokrata Párt (Olaszország) elnöke, biszexuális[20]
- Gianmarco Negri, Tromello polgármester, az ország első nyíltan transznemű városvezetője.[21][22]